# Bavayia montana
Bavayia montana är en ödleart som beskrevs av  Roux 1913. Bavayia montana ingår i släktet Bavayia och familjen geckoödlor. IUCN kategoriserar arten globalt som otillräckligt studerad. Inga underarter finns listade.